# Bassano in Teverina

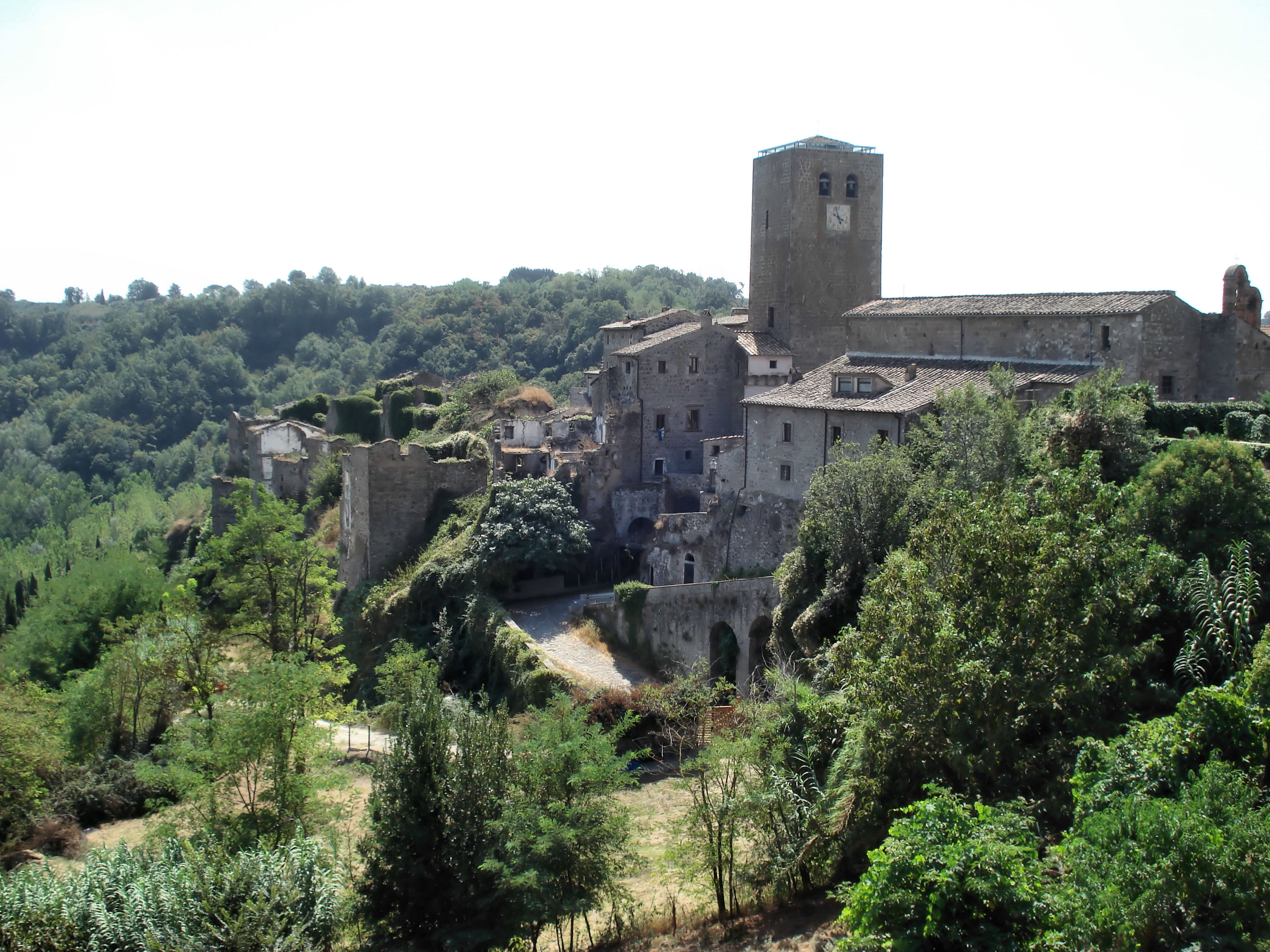
Santa Maria dei Lumi

Bassano in Teverina ist eine Gemeinde mit 1286 Einwohnern (Stand 31. Dezember 2023) in der Provinz Viterbo in der italienischen Region Latium.

## Geographie
Bassano in Teverina liegt 84 km nördlich von Rom, 22 km östlich von Viterbo und 8 km westlich von Orte. Es liegt im Tal des Tiber. Der mittelalterliche Ortskern erhebt sich direkt über einem steil zum Tal abfallenden Hang.
Die Nachbargemeinden sind Attigliano (TR), Bomarzo, Giove (TR), Orte, Soriano nel Cimino, Vasanello.

### Verkehr
Bassano liegt an der Provinzstraße SP 151 Via Ortana, die Viterbo mit Umbrien verbindet. Über sie erreicht man nach 9 km die Autobahn A1 Autostrada del Sole von Rom nach Mailand (Auffahrt Orte). In Orte befindet sich auch der nächste Bahnhof.

## Bevölkerungsentwicklung
| Jahr      | 1881 | 1901 | 1921 | 1936 | 1951 | 1971 | 1991 | 2001 |
| Einwohner | 1421 | 1556 | 1431 | 1549 | 1578 | 1082 | 1125 | 1134 |

Quelle: ISTAT

## Politik
Alessandro Romoli (PdL) wurde im Juni 2009 zum Bürgermeister gewählt. Seine Mitte-rechts-Liste stellte auch mit 8 von 12 Sitzen die Mehrheit im Gemeinderat. Er löste Carlo Piccialuti (PD) ab, der nicht mehr kandidierte.